# Euphorbia adjurana
Euphorbia adjurana är en törelväxtart som beskrevs av Peter René Oscar Bally och Susan Carter. Euphorbia adjurana ingår i släktet törlar, och familjen törelväxter. Inga underarter finns listade i Catalogue of Life.